# Consigli a un giovane ribelle
Consigli a un giovane ribelle è un libro scritto da Christopher Hitchens, dichiaratamente ispirato a Lettere a un giovane poeta di Rainer Maria Rilke.

## Contenuto
(Letters to a Young Contrarian)
Rivolgendosi ad un immaginario studente che chiama "My Dear X", l'autore dà corpo ad un epistolario di 19 lettere indirizzate alle giovani generazioni per le quali si augura che la dissidenza ed il pensiero critico diventino sempre più una virtù, una filosofia di vita ottimista, e che non siano delle pratiche socialmente disprezzate; retaggio di un passato oscurantista impregnato di servilismo duro a morire.
 Attraverso questo dialogo immaginario, l'autore deplora la mancanza di pensiero dialettico che caratterizza la società contemporanea e spera così di spronare i giovani a ragionare con la propria testa, ad esporsi in prima persona, ad andare controcorrente rispetto al pensiero di massa omologato, senza avere nessuna paura del giudizio altrui; li invita ad uscire da schemi preimpostati in un mondo dominato dal conformismo, che spesso è solo indice di una sottomissione implicita ad un potere consolidato. 
Secondo Hitchens, solo lo spirito di contraddizione, la disputa ed il confronto con chi la pensa diversamente da noi sono capaci di far progredire la democrazia e la libertà di pensiero a dispetto delle idee preconcette. Per dimostrarlo, esplora il vasto registro dell'anticonformismo rievocando le figure di grandi maestri del calibro di Sigmund Freud, Rosa Parks, Salman Rushdie, George Orwell, Václav Havel, Émile Zola ed Oscar Wilde: referenti che hanno in comune una caratura morale difficilmente rintracciabile nella maggior parte delle persone, poco o per nulla inclini a ragionare autonomamente.

## Edizioni
- Christopher Hitchens, Consigli a un giovane ribelle, Einaudi, 2008. ISBN 9788806192907.